# Hypospila bolinoides
Hypospila bolinoides là một loài bướm đêm trong họ Noctuidae.

## Hình ảnh

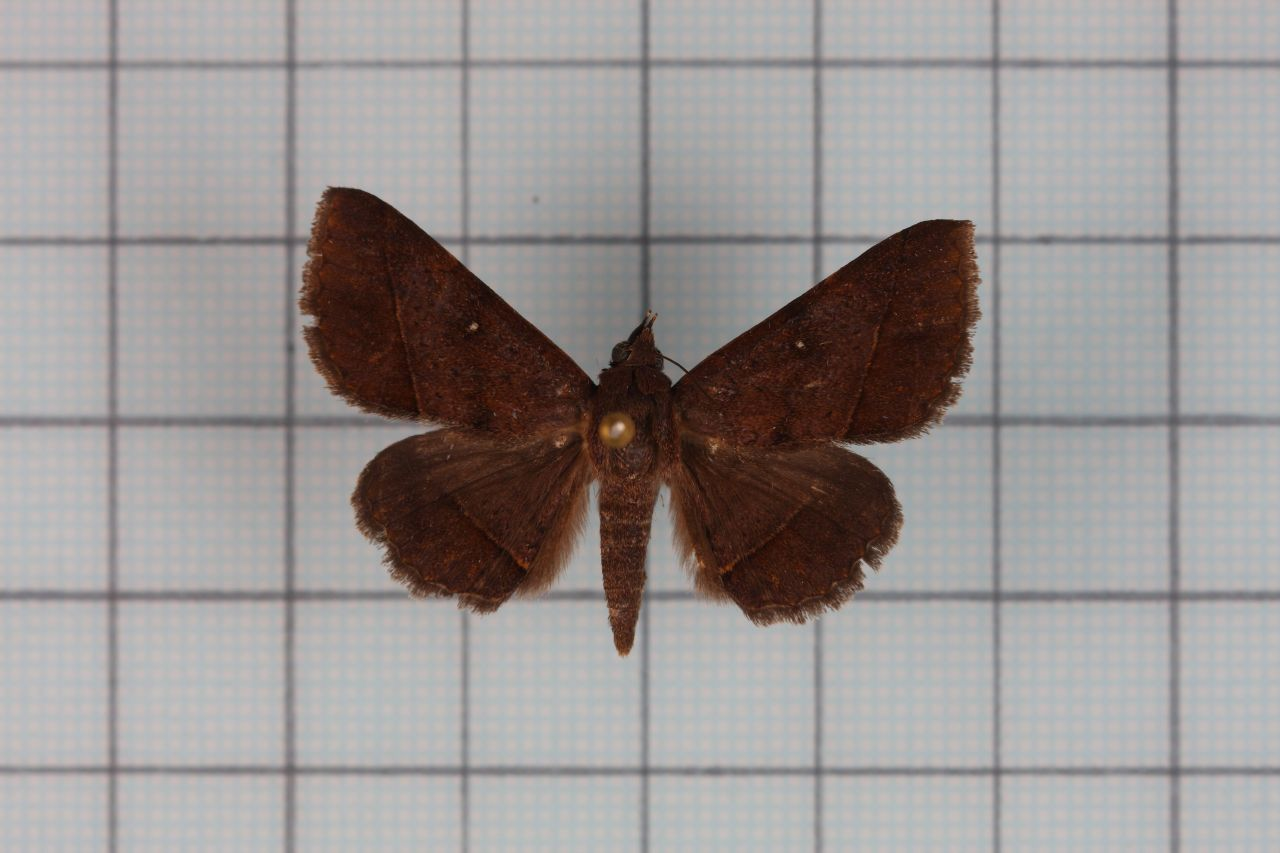